# Черевки (Миргородський район)
Черевки́ — село в Україні, в Комишнянській селищній громаді Миргородського району Полтавської області. Населення становить 662 осіб. До 2020 року орган місцевого самоврядування — Черевківська сільська рада.

## Географія
Село Черевки знаходиться на лівому березі річки Хорол, вище за течією на відстані 2 км розташоване село Зуївці, нижче за течією на відстані 1 км розташоване село Радченкове, на протилежному березі — села Сажка, Прокоповичі та Скиданки. Річка в цьому місці звивиста, утворює лимани, стариці та заболочені озера.

## Об'єкти соціальної сфери
- Клуб.

## Пам'ятки
- Дерев'яний храм на честь Покрова Божої Матері.

## Постаті
- Ковтун Олександр Костянтинович (1979—2016) — старшина Збройних сил України, учасник російсько-української війни.
- Гадлевський Володимир Володимирович (07.07.1986 - 21.05.2014) - капітан, заступники командира з озброєння зенітно-ракетного дивізіону 72 ОМБр